# David 1. af Skotland
David I eller Dauíd mac Maíl Choluim (skotsk gælisk: Daibhidh I mac [Mhaoil] Chaluim ca. 1084) – 24. maj 1153) var en hersker der var prins af Cumbria fra 1113 til 1124 og senere konge af Skotland fra 1124 til 1153. Han var den yngste søn af Malcolm 3. og Margaret af Wessex, David tilbragte størstedelen af sin barndom i Skotland, men blev drevet i midlertidig eksil i England i 1093. Muligvis først efter 1100 blev han forsørget hos Henrik 1.'s hof. Der havde han indflydelse på angel-fransk kultur ved hoffet.
Da Davids bror, Alexander 1. døde i 1124, valgte David med opbakning fra Henrik 1. at overtage Kongeriget Skotland (Alba) selv. Han blev tvunget ind i en krig med sin rival og nevø, Máel Coluim mac Alaxandair. Tilsyneladende tog det ham 10 år at undertrykke Máel, og kampende involverede at jarllinjen jarl af Moray uddøde med Óengus i 1130. Davids sejr gjorde det muligt at udvide kontrollen over mere fjerntliggende områder, som i teorien var en del af hans kongerige. Efter hans død støttede hans tidligere mæcen, Henrik 1., Davids datter og sin egen niece, Matilde af England, til at overtage tronen i England. I denne proces opstod en konflikt med kong Stefan, og det lykkedes at udvide hans magt i det nordlige England på trods af et nederlag under fanernes slag i 1138. David 1. er helgen i den katolske kirke og hans festdag er 24. maj.
Termen "Davidsk Revolution" bruges af flere forskere til at opsummere de ændringer der skete i Skotland under hans styre. Disse inkluderer grundlæggelsen af burgh'er og regionale markeder, implementeringen den gregorianske reform, grundlæggelsen af klostrene, normannisering af den skotske regerign og introduktionen af feudalisme pga. immigrerede frankiske og Anglo-normanniske riddere.